# ボンブール
ボンブール(Bombur)は『ホビットの冒険』の作中に登場するドワーフ。エレボール遠征へ向かった13人のドワーフの一人。

## 詳細
ドゥリンの家系ではなく、労働者階級。ボフールとは兄弟で、ビフールは従兄弟に当たる。薄緑色の頭巾をし、袋小路屋敷での食事のあとは太鼓を演奏している。肥満体質であり、一行の中ではトラブルメーカー的な存在である。映画『ホビット』ではスティーブン・ハンターが演じた。

## 映画『ホビット』
栗色の頭髪・髭。原作通りの巨漢の肥満体質だが、他のドワーフをごぼう抜きするほど足が速く、松の木に簡単に登ってしまうなど運動能力に優れる。ほとんどセリフはない。一行の中では調理師であるが本職は建築士。武器はその大きな身体と料理用のお玉杓子。